# سوليانو كافور
سوليانو كافور (بالإيطالية: Sogliano Cavour)‏ هي بلدية في مقاطعة ليتشي في إقليم بوليا الإيطالي.

## السكان
في سنة 1861 بلغ عدد السكان 1٬278 نسمة، وتطور العدد ليصل في سنة 2011 لـ 4٬065 نسمة.
يظهر هذا المخطط البياني تطور النمو السكاني لـ سوليانو كافور